# Европско првенство у атлетици за јуниоре 2009 — 1.500 метара за јуниорке
Такмичење у трчању на 1.500 метара у женској конкуренцији на 20. Европском првенству у атлетици за јуниоре 2009. у Новом Саду одржано је 24. и 26. јула 2009. на Стадиону Карађорђе.
Титулу освојену у Хенгело 2007, није бранила Кристина Василоиу из Румуније.

## Земље учеснице
Учествовале су 24 такмичарке из 16 земаља.
1. Азербејџан (2)
2. Аустрија (2)
3. Литванија (1)
4. Немачка (3)
5. Норвешка (1)
6. Пољска (1)
7. Португалија (1)
8. Румунија (1)
9. Русија (3)
10. Србија (1)
11. Уједињено Краљевство (2)
12. Украјина (1)
13. Француска (2)
14. Холандија (1)
15. Шведска (1)
16. Шпанија (1)

## Освајачи медаља
|                          |                               |                       |
| Дарја Јачменева · Русија | Лајес Абдулајева · Азербејџан | Елина Сујев · Немачка |

## Рекорди
| Рекорди пре почетка Европског првенства 2009. | Рекорди пре почетка Европског првенства 2009. | Рекорди пре почетка Европског првенства 2009. | Рекорди пре почетка Европског првенства 2009. | Рекорди пре почетка Европског првенства 2009. | Рекорди пре почетка Европског првенства 2009. |
| --------------------------------------------- | --------------------------------------------- | --------------------------------------------- | --------------------------------------------- | --------------------------------------------- | --------------------------------------------- |
| Европски рекорд У-20                          | Зола Бад                                      | Велика Британија                              | 3:59,96                                       | Брисел, Белгија                               | 30. август 1985.                              |
| Рекорди европских првенстава У-20             | Ингер Кнутсон                                 | Шведска                                       | 4:07,47                                       | Дуизбург, Западна Немачка                     | 26. август 1973.                              |

## Сатница
| Датум   | Време | Коло          |
| ------- | ----- | ------------- |
| 24. јул | 10:30 | Квалификације |
| 26. јул | 17:00 | Финале        |

## Резултати

### Квалификације
Квалификације су одржане 24. јула 2009. године. У финале су се пласирале прве 4 из сваке групе (КВ) и 4 на основу резултата (кв).
Време такмичења: група 1 у 17:30, група 2 у 17:40.
| Место | Групе | Атлетичарка          | Земља                | ЛР      | ЛРС     | Резултат | Белешка    |
| ----- | ----- | -------------------- | -------------------- | ------- | ------- | -------- | ---------- |
| 1.    | 2     | Гезашигн Сафарова    | Азербејџан           | 4:18,90 | 4:19,65 | 4:15,72  | КВ, НР, ЛР |
| 2.    | 2     | Дарја Јачменева      | Русија               | 4:19,95 | 4:19,95 | 4:15,74  | КВ, ЛР     |
| 3.    | 2     | Елина Сујев          | Немачка              | 4:20,86 | 4:20,86 | 4:16,20  | КВ, ЛР     |
| 4.    | 2     | Јенифер Вент         | Аустрија             | 4:17,22 | 4:17,22 | 4:19,41  | КВ, НРј    |
| 5.    | 1     | Амела Терзић         | Србија               | 4:16,71 | 4:16,71 | 4:20,60  | КВ         |
| 6.    | 2     | Јекатерина Завјалова | Русија               | 4:18,82 | 4:18,82 | 4:21,50  | кв         |
| 7.    | 1     | Наталија Пиљушина    | Литванија            | 4:19,14 | 4:19,14 | 4:22,20  | КВ, ЛР     |
| 8.    | 1     | Лајес Абдулајева     | Азербејџан           | 4:18,38 | 4:18,38 | 4:22,28  | КВ         |
| 9.    | 1     | Јелена Жилкина       | Русија               | 4:27,04 | 4:27,04 | 4:22,58  | КВ, ЛР     |
| 10.   | 1     | Џозефина Моултри     | Уједињено Краљевство | 4:18,99 | 4:18,99 | 4:23,03  | кв         |
| 11.   | 1     | Дијана Сујев         | Немачка              | 4:21,07 | 4:21,07 | 4:23,26  | кв         |
| 12.   | 2     | Катажина Броњатовска | Пољска               | 4:23,72 | 4:23,72 | 4:25,11  | кв         |
| 13.   | 1     | Јана Сусман          | Немачка              | 4:19,75 | 4:21,94 | 4:25,22  |            |
| 14.   | 2     | Клер Андреани        | Француска            | 4:25,31 | 4:25,31 | 4:25,50  |            |
| 15.   | 1     | Клеменс Таверније    | Француска            | 4:24,58 | 4:24,58 | 4:26,07  |            |
| 16.   | 2     | Флорина Пјердевара   | Румунија             | 4:25,84 | 4:25,84 | 4:26,16  |            |
| 17.   | 1     | Оксана Шнајдер       | Украјина             | 4:23,96 | 4:23,96 | 4:26,88  |            |
| 18.   | 1     | Ингеборг Левнес      | Норвешка             | 4:29,70 | 4:29,70 | 4:27,64  | ЛР         |
| 19.   | 1     | Данијела Куња        | Португалија          | 4:24,72 | 4:28,60 | 4:29,52  |            |
| 20.   | 1     | Лиза-Марија Леутнер  | Аустрија             | 4:25,92 | 4:25,92 | 4:30,17  |            |
| 21.   | 2     | Сандра Москера       | Шпанија              | 4:27,75 | 4:27,75 | 4:36,31  |            |
| 22.   | 2     | Натали Рохлен        | Шведска              | 4:23,41 | 4:23,41 | 4:42,57  |            |
| 23.   | 2     | Јами ван Лисхаут     | Холандија            | 4:28,18 | 4:28,18 | 4:55,45  |            |
|       | 2     | Стејси Смит          | Уједињено Краљевство | 4:17,75 | 4:17,75 | НЗ       |            |

### Финале
Финале је одржано 26. јула 2009. године у 17:00.
| Место | Атлетичарка          | Земља                | Резултат | Белешка |
| ----- | -------------------- | -------------------- | -------- | ------- |
|       | Дарја Јачменева      | Русија               | 4:14,64  | ЛР      |
|       | Лајес Абдулајева     | Азербејџан           | 4:16,63  | ЛР      |
|       | Елина Сујев          | Немачка              | 4:16,86  |         |
| 4.    | Јелена Жилкина       | Русија               | 4:17,13  | ЛР      |
| 5.    | Наталија Пиљушина    | Литванија            | 4:19,30  |         |
| 6.    | Дијана Сујев         | Немачка              | 4:19,68  | ЛР      |
| 7.    | Џозефина Моултри     | Уједињено Краљевство | 4:21,53  |         |
| 8.    | Гезашигн Сафарова    | Азербејџан           | 4:23,74  |         |
| 9.    | Амела Терзић         | Србија               | 4:23,99  |         |
| 10.   | Јекатерина Завјалова | Русија               | 4:24,64  |         |
| 11.   | Катажина Броњатовска | Пољска               | 4:27,24  |         |
| 12.   | Јенифер Вент         | Аустрија             | 4:31,37  |         |